# Дельта Миссисипи (устье реки)
Дельта Миссисипи — одна из крупнейших речных дельт мира общей площадью 28 600 км². Состоит из пяти основных рукавов.
Ежедневно водой в дельте Миссисипи транспортируется от 1 до 1,5 миллионов тонн осадочных материалов. Заливные луга, созданные регулярными паводками, крайне плодородны. Благодаря богатой минералами пресной воде и заходящей вследствие приливов и отливов солёной океанской воде возникает много водорослей и фитопланктона, а также постоянное обогащение окружающих земель органическим материалом. Дельта Миссисипи отличается большим биоразнообразием, что способствует рыболовецкому промыслу. Ежегодно в дельте Миссисипи добывается около миллиона тонн рыбы. Основными сельскохозяйственными культурами в дельте Миссисипи являются рис, хлопок, сахарный тростник и соя. Главными угрозами для дельты являются утрата влажных биотопов вследствие повышения уровня моря, а также эвтрофикация.